# Podboršt, Ivančna Gorica
Podboršt este o localitate din comuna Ivančna Gorica, Slovenia, cu o populație de 106 locuitori.